# Baky Győző
Baky Győző, franciás névformában Victor Baky (Budapest, 1902. augusztus 14. – Budapest, 1972. március 19.) magyar posztimpresszionista festőművész, grafikus, restaurátor. 

## Pályafutása
Már gyermekkorában festeni tanult édesapjától, Baky Albert festőművésztől.
1924 márciusában tanulmányútra ment Párizsba, ahol festészetet (Grande Chaumiére) és különféle rézkarc technikákat tanult, idővel kiállításokat is tartott.
1934-től Tuniszban élt és alkotott. A francia állam megbízásából az ókori Karthágó feltárásán restaurátorként dolgozott, emellett évente önálló kiállítást rendezett.
1942-től a Magyar Nemzeti Múzeum Régészeti Tárának restaurátora, később a Restaurátori Osztályt vezető főrestaurátorként dolgozott nyugdíjazásáig.